# 航海西路街道
航海西路街道，是中华人民共和国河南省郑州市中原区下辖的一个乡镇级行政单位。

## 行政区划
航海西路街道下辖以下地区：
帝湖花园社区、启福社区、小岗刘村、冯湾村、段庄村、道李村、郭厂村、石羊寺村、闫垌村、密垌村、后河卢村和李江沟村。